# Таймазова Мадіна Андріївна
Мадіна Андріївна Таймазова (30 червня 1999 , Sunzha, North Ossetia-Alaniad, Північна Осетія — Аланія )) — російська дзюдоїстка, чемпіонка Росії серед кадетів, срібна призерка літньої Універсіади 2019 року в Неаполі, бронзова призерка чемпіонатів Європи 2020 року в Празі та 2021 року в Лісабоні, бронзова призерка чемпіонату світу 2019 року в командному заліку, майстер спорту Росії. Бронзова призерка Олімпіади-2020 в Токіо.

## Життєпис
Народилася в Північній Осетії 30 липня 1999 року. Займатися дзюдо почала в 11-річному віці. Прийшла в спорт під впливом свого батька — тренера по вільній боротьбі. Тренується під керівництвом Гераса Джіоєва . Виступає в ваговій категорії до 70 кг.

### Виступи на Олімпіадах
| Олімпіада  | Дисципліна | Місце |
| ---------- | ---------- | ----- |
| Токіо 2020 | до 70 кг   | 3     |

## Нагороди
15 жовтня 2020 року Таймазова була нагороджена медаллю ордена «За заслуги перед Вітчизною» .